# Marie z Guelders
Marie z Guelders (asi 1434 – 1. prosince 1463) byla manželkou Jakuba II. Skotského a skotskou královnou v letech 1449 až 1460. V letech 1460–1463 byla regentkou Skotska. Byla dcerou Arnolda z Guelders a Kateřiny Klevské.

## Sňatek s Jakubem II.
Marie strávila dlouhou dobu u burgundského dvora u svého příbuzného Filipa III. Jeho manželka Isabela dokonce často platila Mariiny výdaje. Burgundský vévoda a jeho manželka také začali vyjednávat o Mariině provdání do Skotska. Filip III. přislíbil zaplatit věno a Isabela její svatební výbavu.
Ve Skotsku se objevila v červnu 1449 a 3. července se v Edinburghu provdala za skotského krále Jakuba II. Spolu pak měli několik dětí:
- syn (*/† 19. května 1450)
- Jakub III. Skotský (10. července 1451 – 11. června 1488), král skotský od roku 1460 až do své smrti, ⚭ 1469 Markéta Dánská (23. června 1456 – 14. července 1486)
- Alexander Stewart, vévoda z Albany (asi 1454–1485)
- David Stewart, hrabě z Moray (asi 1456–1457)
- John Stewart, hrabě z Mar (asi 1459–1479)
- Markéta Skotská
- Marie Skotská (1453–1488)

## Regentství
Po manželově smrti v roce 1460 se Marie stala regentkou za svého syna Jakuba. Byla zapletena do války růží, která v té době zuřila v Anglii. Jejím hlavním rádcem byl biskup Kennedy a jejich spojenectví prý fungovalo dobře, třebaže biskup byl pro spojenectví s Lancastery, zatímco Marie byla spíše pro to dál štvát znepřátelené strany proti sobě.
Zatímco Marie stále truchlila, lancasterská královna Markéta z Anjou se k ní obrátila s žádostí o ochranu před Yorkisty. Marie jí i jejímu synovi Eduardovi nabídla přístřeší. Spojenectví Marie a Markéty se omezovalo především na pomoc sesazené královně. Marie poskytla skotské vojáky pro podporu lancesterské věci a v roce 1461 byl syn Markéty Eduard zasnouben s princeznou Markétou Skotskou. Za svou podporu chtěla Marie město Berwick na hranicích Skotska a Anglie, kterého byla Markéta připravena se vzdát.
Vztahy mezi oběma ženami ale postupně ochladly, protože anglický král Eduard IV. uzavřel spojenectví s Filipem III. Burgundským. Jakákoliv Mariina pomoc Markétě, Eduardově nepříteli, ohrožovala toto spojenectví, které Filip vytvořil proti francouzskému králi Ludvíkovi XI. Eduard IV. rovněž nabídl ovdovělé Marii nový sňatek, což však odmítla. Filip III. na ni tlačil, aby zrušila zasnoubení své dcery Markéty s princem Eduardem, což k Markétinu zklamání Marie udělala. V roce 1462 uzavřela s Eduardem IV. mír.
Během tří let svého regentství měla Marie několik milostných afér, jednu z nich s lordem Hailesem. Zemřela 1. prosince 1463. Byla pohřbena v Trinity College Church v Edinburghu, který založila v roce 1460 na památku Jakuba II. Její rakev byla po zbourání kostela přenesena do kláštera Holyrood v roce 1848.